# Protipapež Viktor IV. (Gregorio Conti)
Viktor IV. je bil protipapež Rimskokatoliške cerkve; * okrog 1070 kot Gregorio Conti (izg.: Gregório Kónti) italijansko Gregorio Conti; latinsko Gregorius Conti slovensko: Gregor Konti) Rim (Papeška država, Sveto rimsko cesarstvo); † po 1. januarju 1140 Rim (Papeška država, Sveto rimsko cesarstvo).

## Življenjepis
Gregorio Conti je rojen v kraju Ceccano pri Rimu, zato poleg njegovega imena najdemo tudi pridevek da Ceccano. 
Kot kardinala-diakona pri cerkvi Dvanajstih apostolov  je prisostvoval pri papeških volitvah od 13. do 15. decembra 1124, ko je bil izvoljen Honorij II..
Podpisoval je papeške listine v času od 6. aprila 1123 do 4. junija 1124 ter 2. aprila 1125 do 19. aprila 1129. 
Bil je legat na Monte Cassinu kot predsednik vrhovnega zbora po odstavitvi opat a Oderisija. Sodeloval je pri volitvah protipapeža Anakleta II.; kmalu zatem ga je odstavil Inocenc II.. Njegov podpis najdemo na listini 27. marca 1130. 
Novembra 1137, ko je kralj Roger Sicilski povabil papeža Inocenca II. in protipapeža Anakleta II. v Salerno, da bi odgovorila na pritožben zoper njiju pred kraljem, je bil kardinal Conti eden od treh kardinalov, ki so predstavljali protipapeža Anakleta. Navzoč je bil pri papeških volitvaj 1138, ko so ga izvolili za protipapeža.

## Nesloga pri papeških volitvah

### Nemirne papeške volitve 1124
Ob Kalistovi smrti je povzročil težave nezakonit poseg plemstva v papeške volitve. V tistem času sta obstajali v Rimu dve veliki stranki: Frangipani in Pierleoni; prva je obvladovala področje okrog Koloseja s svojimi Turris Chartularia, druga pa okrožje v bližini Tiberskega otoka, s svojo trdnjavo-gledališčem Marcelom (Marcellus). Po splošnem dogovoru med kurijskimi kardinali in plemstvom ter v skladu s kanonskimi predpisi, naj bi potekala izvolitev Kalistovega naslednika tretji dan po njegovi smrti. Na strani plemičev so bili glavni posredniki bogati in vplivni Pierleone I. (†1128), oče kardinala Pierleoneja II., ki naj bi postal pozneje protipapež Anaklet, in Leo Frangipane, brat Roberta Frangipaneja in tisti od Cencijev (Cencius), ki je razjezil Gelazija II.. Leo Frangipane je spodbujal to razumevanje, da bi mogel imeti več časa za izvolitev uglednega diplomata Wormškega sporazuma, ostijskega škofa kardinala Lamberta.  Zavedal se je, da je pred njim težka naloga; saj je bilo splošno znano, da so ljudje želeli za papeža Saksa  (Saxo), kardinala pri sv. Štefanu. Zato se je Leo hlinil, da ima isto željo tudi sam. Hkrati pa – da zagotovi prisotnost vseh kardinalov in tako veljavne volitve – se je potrudil, da se je osebno sešel s spremljevalcem vsakega od kardinalov na večer pred volilnim dnevom in se je z vsakim dogovoril – ne da bi drugi za to vedeli – da bodo jutri nosili rdeče plašče, da se bodo ločili od papeževe črne suknje.  To je storil v pričakovanju, da bo izvoljen za papeža glede na svoj vpliv, ko ga bo vsakdo od kardinalov zlahka opazil. 

Kolikor resnice pač obstaja v tej zgodbi, ki jo je povedal goreč privrženec protipapeža Anakleta, ki je bil tedaj kardinal Perleone II. pri sv. Kalistu, drži tole: Privrženci te dvojice so bili vidni na teh volitvah – vsi kardinali so se zbrali v kapeli samostana sv. Pankracija, ki se drži južnega krila Lateranske bazilike. Tam stoji zdaj očarljiv samostan kanonikov. Po malo razpravljanja o predlogu Jonatana, kardinala-diakona pri sv. Kozmu in Damijanu, niso izvolili niti kardinala Saksa niti Lamberta, ampak kardinala-duhovnika pri sv. Anastaziji, Teobalda Buccapecu. Njega so ustrezno oblikli v rdeč plašč in prevzel ime Celestin. Toda nenadoma, ko so peli Te Deum, in je kardinal Lambert pel glasneje od ostalih, so zagnali krik Robert Frangipane in njegova stranka: »Lambert papež!« Naenkrat je odhitel ven, sedel na tako imenovano symae (sigmae) pred cerkvijo sv. Silvestra, in ga razglasil za papeža pod imenom Honorij II. To se je zgodilo 15. decembra.  

Dokaj očitno je, da je stranka Pierleonea s svojim nepričakovanim imenovanjem Teobalda presenetila kardinalski zbor in ti so pohiteli razglašat kandidata, ki ga sami niso želeli. Kakor hitro so izklicali ime Lambert,  je njihov »uglednejši del« (»sanior pars«) v smislu odloka Nikolaja II. potegnil z njim. Za nekaj dni je bil Rim prizorišče hudih neredov in zmešnjav; končno pa so Celestina njegovi navijači pustili na cedilu in Lambert je ostal nesporni lastnik Sedeža sv. Petra.  Lambert, kot »ljubitelj pravice«, ni bil zadovoljen z načinom izvolitve, ter je pred vsemi kardinali odstopil s svojega položaja ter odložil svojo mitro in plašč. Njegov odstop so sprejeli, vendar so ga – prav zaradi tega dejanja, ki je razodevalo njegovo skromnost in ponižnost – takoj ponovno izvolili. Vsi so mu poljubili noge in ga priznali »kot svojega škofa in vesoljnega papeža« na nedeljo, 21. decembra 1124. 

### Nesložne volitve tudi 1130
.
Ko je Honorij II. še umiral, je torej gospodarsko zelo vplivna rodovina Pierleonejevih uporabila vsa sredstva, da bi postavila kardinala Petra Leoneja za papeža. Kakor hitro je papež Honorij zatisnil oči, je 16 kardinalov – kamor jih je v njihovo zastraženo palačo zbral Frangepani – izvolila pobožnega in učenega kardinala Gregorja Papareschi-ja za papeža Inocenca II. in sicer že 14. februarja 1130 ob devetih zjutraj. Nasprotna stranka pa ni zamujala, ampak je še istega dne popoldne 20 kardinalov – torej večina – le nekaj ur pozneje izvolilo za papeža Petra. Volitve je podprlo tudi podkupljeno ljudstvo, ki je oklicalo za papeža Petra Leone-ja pod imenom Anaklet II.. 
Ko je Inocenc zvedel za hude nemire, se je že petega dne hotel odpovedati papeštvu; kardinali pa so ga najprej prosili, naj ostane; nato so mu v primeru odstopa zagrozili z izobčenjem. Niso namreč hoteli sprejeti posvetnega, celo razuzdanega Petra. Inocencijev položaj pa je postal v prekucuškem mestu tako negotov, da se je zatekel k francoskemu kralju – kjer je našel zavetje, podobno kot že pet njegovih prednikov. Tedaj je Anaklet II. zasedel baziliko sv. Petra, Lateran z zakladnico in prisilil celo papeške podpornike Frangepane, da so ga priznali.

### Spet nesloga 1138
Trikrat se je napotil Bernard v Italijo mirit sprte kneze in mesta. Posrečilo se mu je, da je uvedel papeža Inocenca v Rim, k svetemu Petru. Ko je po Anakletovi smrti njegova stranka izvolila novega protipapeža in sicer Viktorja IV., ga je Bernard nagovoril na odpoved službi zaradi miru v Cerkvi. Tedaj se je Inocenc lahko za stalno vrnil v Rim. 

### Koncil sprave
Da bi odpravil posledice razkola in utrdil notranjo svobodo Cerkve, je Inocenc II. sklical in vodil Drugi lateranski koncil.

V 30.kanonu je koncil določil: Posvetitve, ki jih je opravil protipapež, so nične.(Tukaj mislijo na posvetitve, ki jih je opravil protipapež Anaklet II.)

Na tem vesoljnem cerkvenem zboru so bili koncilski očetje res temeljiti: po smrti protipapeža Anakleta II. 1138 so na zborovanju 1139 odstavili vse škofe, ki jih je on postavil. Po Francoskem so celo iskali oltarje, ki jih je on posvetil, ter jih podirali. 

## Smrt
Gregor Conti je umrl po aprilu 1139, verjetno januarja 1140 v Rimu spravljen z zakonitim papežem. Z njegovo smrtjo je prenehal eden najhujših razkolov v Cerkvi. 